# Atrakcyjność turystyczna
Atrakcyjność turystyczna – właściwość obszaru lub miejscowości wynikająca z zespołu cech przyrodniczych lub pozaprzyrodniczych, która decyduje o zainteresowaniu ze strony turystów. O stopniu atrakcyjności turystycznej danego obszaru lub miejscowości decydują:
- walory turystyczne,
- zagospodarowanie turystyczne,
- dostępność komunikacyjna.

Atrakcja turystyczna oznacza obiekt lub wydarzenie będące przedmiotem zainteresowania ze strony turystów oraz przyciągające ruch turystyczny. Każdy obiekt lub wydarzenie będące atrakcją turystyczną wyróżnia się następującymi cechami:
- przyciąga turystów,
- ma rdzeń (nucleus), czyli cechę wyróżniającą spośród innych obiektów lub wydarzeń,
- ma oznacznik (marker), czyli odpowiednie informacje o rdzeniu, dzięki którym turysta wie o istnieniu atrakcji (np. tablice informacyjne, opis w przewodniku lub innej publikacji).